# デザート・キル/姿なき訪問者
『デザート・キル/姿なき訪問者』（デザート・キル すがたなきほうもんしゃ、原題：High Desert Kill）は、1989年のアメリカ合衆国のテレビ映画。監督はハリー・フォーク、出演はアンソニー・ギアリー、マーク・シンガー、チャック・コナーズなど。
テレビ放送時のタイトルは『大砂漠デッドゾーン』。

## あらすじ
ジム、ブラッド、ポールの3人はニューメキシコの荒野へハンティングに出かけるのが恒例になっていたが、ポールが事故死してしまい、ジムはポールの甥レイを誘って再びハンティングに向かう。
行き先で3人は様々な怪奇現象に見舞われる。

## キャスト
※括弧内は日本語吹替（初回放送1993年10月21日 テレビ朝日『ウィークエンドシアター』）
- ジム・コール博士：アンソニー・ギアリー（英語版）（小林清志）
- ブラッド・ミューラー：マーク・シンガー（屋良有作）
- レイ・ベッテンキャンプ：ミカ・グラント（松本保典）
- スタン・ブラウン：チャック・コナーズ（藤本譲）
- ポール・ベッテンキャンプ：ボーン・アームストロング
- キャスリーン：デボラ・アン・マンシー（さとうあい）
- テリー：ロリ・バードソング